# Меджерда
Меджерда (на арабски: واد مجردا), е река в Северна Африка, в Алжир и Тунис (най-голямата река в страната), вливаща се в Туниския залив на Средиземно море. Дължина 460 km, площ на водосборния басейн 22 000 km². Известна е и като Уади Маджерда или Mажера (на френски: Oued Majardah).
Река Меджерда води началото си от източните разклонения на планинската верига Тел Атлас, в планината Меджерда, на 1030 m н., в североизточната част на Алжир. По цялото си протежение тече в посока изток-североизток, в най-горното течение, на алжирска територия (първите около 50 km) в тясна и дълбока планинска долина, а след това, на туниска територия, в широка долина между крайните източни разклонения на Тел Атлас. В долното си течение преминава през Туниската равнина и тук течението ѝ е бавно и спокойно, с множество меандри. Влива се в северозападната част на Туниския залив, като образува малка делта. След последното голямо наводнение през 1973 г. долното течение на Меджерда е канализирано, като каналът, по който тече сега първоначално е бил прокопан за поемане на водите при наводнения. Основни притоци: леви – Бу Хатама, Беджа; десни – Мелег (най-голям приток), Теса, Халед, Силяна. Реката се отличава с резките колебания на оттока си през годината: от 3 – 4 m³/s през лятото до 1500 – 2500 m³/s и даже до 13 000 m³/s след проливни зимни дъждове. Среден годишен отток 39 m³/s. Исторически Меджерда е от решаващо значение за водния транспорт в Тунис и за осигуряване на вода за съоръженията в страната. Също така е жизненоважна за хората, които живеят около реката. Водите на река Меджерда се използват за напояване, като за тази цел по течението ѝ са изградени няколко малки язовира и имат важно значение за земеделието в района, който се явява най-важния селскостопански регион на Тунис.
Маджерда е стратегическа река в Северна Африка, за която са се водели много битки с участията на берберите, финикийците, римляни, вандали, византийци, араби и османски турци. Няколко големи градове като Утика, Картаген и Тунис са били построени на или в близост до нея.